# Albert Johan Kramer
Albert Johan Kramer (Amsterdam, 15 juni 1897 – aldaar, 4 april 1976) was met een lengte van 2,42 meter mogelijk de langste Nederlandse man aller tijden. Hij trad wereldwijd op als variétéartiest, onder andere onder de artiestennamen Lofty en Jan van Albert.

## Biografie
Albert Johan Kramer leed aan zogenaamde reuzengroei. Bij zijn geboorte woog hij al 8,5 kilo. Toen hij zeven jaar oud was had hij reeds een lengte van twee meter en op zijn 21e 2,28 meter. Zijn maximale gewicht was 250 kilogram. Na de amputatie van zijn benen woog hij nog 170 kilogram.
Over Kramers lengte spreken de bronnen elkaar nogal eens tegen. Doorgaans wordt 2,42 meter aangehouden, maar soms wordt ook gesproken over 2,69 meter. Otto Schlaginhaufen, een antropoloog die Kramer in juli 1923 onderzocht, noteerde 2,54 meter als lengte. Zijn schoenmaat was 65 maximaal en 63 op het laatst voor de amputatie.
Kramer had een broer en vier zussen. In 1926 trouwde hij met de Zwitserse Wilhelmina Fässler (zijn tweede huwelijk). Met zijn aan dwerggroei lijdende zwager Josef "Seppetoni" Fässler, die niet groter was dan 69 centimeter, vormde hij jarenlang een duo. Samen traden ze op in onder andere Nederland, het Verenigd Koninkrijk, Duitsland en de Verenigde Staten. In het Verenigd Koninkrijk werkte Kramer ook samen met een andere aan dwerggroei lijdende man; Fred Aslett, alias Pip.
Na jarenlang als artiest te hebben gewerkt, besloot Kramer zich uiteindelijk toch weer in Nederland te vestigen en een carrière in de horeca te beginnen. Op 12 januari 1958 richtte Kramer de Klub Lange Mensen (KLM) op, speciaal voor mensen langer dan 1,80 meter.
Kramer overleed in 1976 in verpleeghuis De Drie Hoven in Amsterdam Slotervaart. Daar verbleef hij vanaf juni 1975, nadat zijn beide benen waren geamputeerd ten gevolge van vaatproblemen en circulatiestoornissen.